# Kyondo
Ne doit pas être confondu avec Kyondoe.
Kyondo est une localité du territoire de Beni de la province du Nord-Kivu, à l'est de la République Démocratique du Congo.

## Géographie
La localité est située sur la route RS 1032 à 107 km au sud-est du chef-lieu territorial Oicha.
Et située à 29Km au Sud-est de la ville de Butembo

## Administration
Localité de 19 842 électeurs enrôlés en 2018, elle a le statut de commune rurale de moins de 80 000 électeurs, elle compte 7 conseillers municipaux en 2019.